# Vaniria (Euquisi)
Vaniria (Waniria) ist eine Aldeia im Osten von Osttimor. Sie bildet den Süden des Sucos Euquisi (Verwaltungsamt Lautém, Gemeinde Lautém) und liegt zwischen den Flüssen Laivai, Abuti und Buiguira. Nördlich liegt die ebenfalls zu Euquisi gehörende Aldeia Borubatu, westlich Titilari (Suco Ililai), südlich Luturo (Suco Wairoque) und Dalari (Suco Afabubu) und östlich die Aldeias Nassuloi und Samaira (beide Suco Daudere).
In der Aldeia Vaniria leben 336 Menschen (2015). Die meisten Häuser der Aldeia gruppieren sich entlang einer Straße, die von Nord nach Süd die Aldeia durchquert. Hier liegt auch die Grundschule der Aldeia.
Der Freiheitskämpfer Tomás Correia de Oliveira (1956–2020) wurde in Vaniria geboren.